# Purity Through Fire
Purity Through Fire ist ein unabhängiges Musiklabel aus dem sächsischen Wilkau-Haßlau. Es wird betrieben von Mariusz Hold und gilt als Nachfolgefirma von  Det Germanske Folket und Hammermark Art. Das Label hat weltweite Vertriebspartner und ein internationales Spektrum an Interpreten.
Es ist auf Spielarten des Extreme Metal fokussiert, insbesondere auf Black- und Pagan-Metal.

## Politische Einordnung
2021 benannte eine von der Heinrich-Böll-Stiftung veröffentlichte Analyse der rechtsextremen Szene von Zwickau das Unternehmen als regional ansässiges „NSBM-Label“. Genannt wurde es im Zuge der Darstellung des Musikers Paul Morgenstern, dessen Band Leichenzug von Purity Through Fire verlegt wird.

## Aktuelle Interpreten
- Ad Finem Omnia
- Ad Mortem
- Aesthus
- Antimateria
- Ars Hmu
- Aussichtslos
- Autarcie
- Bergrizen
- Calvaire
- Coraxul
- Eisenkult
- Flagg
- Goats of Doom
- Greve
- Hænesy
- Hohenstein
- Irminsul
- K.F.R
- Kriegzeit
- Kroda
- Kryptamok
- Kveste
- Malum
- Mavorim
- Meister Leonhardt
- Meuchelmord
- Myrd
- Nattfog
- Neptrecus
- Nôidva
- October Falls
- Order of Nosferat
- Riivaus
- Sacrificium Carmen
- Sad
- Sarkrista
- Saturnian Tempel
- Shadow’s Mortuary
- Slagmark
- Svartblodgard
- The Kryptik
- Thy Dying Light
- Triacanthos
- Vananidr
- Vermineux
- Vspolokh
- Wooden Throne

## Frühere Vertragspartner
- 13th Temple
- Abhor
- Adversus Semita
- Aegrus
- Ancestors Blood
- Atra Mors
- Avskräde
- Azelisassath
- Baise Ma Hache
- Bekëth Nexëhmü
- Bilskirnir
- Blodskut
- Caestus
- Cosmic Burial
- Czarnobog
- Daudadagr
- Digerdöden
- Downcross
- Dross Delnoch
- Essence of Blasphemers
- Evil
- Fängörn
- Flak
- Glaramara
- Gnipahålan
- Hautakammio
- Heldentod
- Helvellyn
- Holmgang
- Infamous
- Iniquitatem
- Kaevum
- Kalmankantaja
- Kommandant
- Leichenzug
- Loits
- Lothric
- Malignament
- Minenwerfer
- Morte Lune
- Muvitium
- Mystik
- Nattverd
- Necro Forest
- Nefarious Dusk
- Nocturnal Depression
- Oath
- Odiosior
- Orlog
- Ostots
- Piarevaracień
- Prohod
- Sielunvihollinen
- Skaur
- Skiddaw
- Sturmtiger
- Summum
- To Conceal the Horns
- Torver
- Totenwache
- Úlfarr
- Ulvegr
- Wyrd
- Ysbryd
- Zgard
- Вихрь
- Волчий Кресt